# 303
303 је била проста година.

## Догађаји
- Велики прогон хришћана: Цар Диоклецијан покреће последњи и највећи велики прогон хришћана у Римском царству. Кажу да су подстрекачи били Цезар Галерије и Хијерокле. У низу од четири едикта објављена од 23. фебруара 303. до 304. године, хришћанима је забрањено да славе у групама, приносе жртве и морају предати свете текстове. Цркве се руше, а свештенство масовно хапси. Прогон траје у појединим деловима царства до 313. године, а хиљаде хришћана је убијено. Међу убијенима је Агнија Римска, 12-годишња хришћанка која је одбила брак и посветила своју невиност Богу. Прослављена као мученица, биће поштована као заштитница чедности, баштована, жртава силовања и девица.
- Галерије осваја своју трећу победу над трачанима, а у походу му се придружује Диоклецијан. Галеријев лук је посвећен у Солуну.
- Цезар Констанције I однео је победу над германским освајачима у бици код Виндонисе.
- У Мексику, развија се цивилизација Теотивакана.

### Јануар
- 6. јануар – Крштење Тиридата III краља Јерменије.

### Фебруар
- 24. фебруар — Диоклецијан је издао свој едикт којим је почео прогон хришћана у његовом делу Римског царства.

### Март
- 4. март – мученички страдали Адријан и Наталија Никомедијска.

### Септембар
- 25. септембар – На путовању проповедајући јеванђеље, свети Фирмин Амјенски је посечен у Амијену (савремена Француска).

### Новембар
- 20. новембар – Августи Диоклецијан и Максимијан поново се удружују у Риму на прослави 20. годишњице Диоклецијановог ступања на власт, која се сада третира као заједничка годишњица оба цара. Низ стубова на Римском форуму и тријумфални лук посвећени су царевима. Два цара се слажу и о плану абдикације.

## Смрти
- Википедија:Непознат датум — Свети мученици Агатопод и Теодул - хришћански светитељи.
- Википедија:Непознат датум — Свети великомученик Ђорђе - хришћански светитељ.
- Википедија:Непознат датум — Убијени су Свети мученик Агапије и седморица с њим.
- Википедија:Непознат датум — Свештеномученик Артемон - хришћански светитељ.
- Википедија:Непознат датум — Убијени су Свети мученици Христофор, Теона и Антонин - хришћански светитељи.
- Википедија:Непознат датум — Свети мученик Акакије - хришћански светитељ.
- Википедија:Непознат датум — Свети мученик Теодот са седам девојака мученица - хришћански светитељи.
- Википедија:Непознат датум — Свештеномученик Еразмо Охридски - хришћански светитељи.